# Med-fantasy
Il med-fantasy (contrazione di fantasy mediterraneo) è un sottogenere della narrativa fantasy caratterizzato da un'ambientazione mediterranea.

## Definizione del med-fantasy
L'origine del med-fantasy, nella propria concezione, può essere fatta risalire, in italia, a Gianluigi Zuddas e a Giuseppe Pederiali, i quali con opere come, rispettivamente, Amazon e la trilogia de Le città del diluvio, suggeriscono la possibilità di una "via mediterranea" alternativa alla tradizionale "via nordica" già resa celebre dalle opere di J.R.R. Tolkien. In questi romanzi, di genere fantasy con ambientazione temporale passata o futura, lo scenario presentato è quello proprio del bacino del Mediterraneo, con riferimenti espliciti o, più semplicemente, dimostrando un'influenza chiaramente derivante dalla mitologia dei popoli un tempo accomunati dallo stesso mare.
Accanto a loro, le basi del med-fantasy possono poi essere ricercate anche in Mariangela Cerrino, con la sua Rasna - La saga del popolo etrusco. Significativi sono anche i numerosi romanzi di Roberto Genovesi, che rivisitano la Roma imperiale in un contesto dove la magia esiste, e mostri e creature mitologiche impegnano reparti segreti al servizio dei Cesari. Non sono tuttavia mancati precedenti di spunti attinenti alla mitologia e agli scenari mediterranei, sovente di tipo classico, in lavori di scrittori anglosassoni come Talbot Mundy, autore del ciclo in quattro volumi di Tros di Samotracia, Lyon Sprague de Camp, nel suo ciclo di Pusadian cui fa riferimento il romanzo L'anello del tritone, e David Gemmell, che ha preso spunto per diversi lavori sia dalla vicenda di Alessandro il Grande (ciclo di Parmenion) che da miti relativi al conflitto troiano narrato da Omero (ciclo della guerra di Troia). Notevole è anche il lavoro di Harry Turtledove, autore a partire dal 1987 di ben quattro romanzi dedicati alla Legione Perduta, un’unità militare dell’impero romano magicamente trasportata in un universo parallelo dove regna un altro impero, quello di Videssos, assai simile a quello bizantino. 
Sebbene non riferibili esplicitamente al fantasy mediterraneo, anche molti elementi presenti nella saga di Conan il Cimmero ideata da Robert Ervin Howard sono tuttavia ascrivibili a suggestioni similli: lo scenario dell'Era hyboriana è foggiato in parte su regni ellenistici e medio orientali: Aquilonia richiama l'antica Roma, la Nemedia la Grecia, la Stygia l'Egitto faraonico.
Nel panorama italiano, si inizia a parlare in maniera esplicita di med-fantasy già alla fine degli anni 70, come dimostra anche il volume pubblicato da Mondadori a cura di Gianni Montanari All'ombra degli dei (1979), contenente romanzi e racconti risalenti già agli anni '40, '50' e '60, di Avram Davidson, Henry Kuttner e William Tenn, in cui sono rivisitati i miti di Virgilio mago, Circe e Medusa. Nell'introduzione è esplicitamente delineata la natura del sottogenere "mitologico e mediterraneo", allora poco conosciuto in Italia nonostante i suoi spunti derivino dalla cultura umanistica. L'analisi è poi proseguita anche grazie al lavoro di approfondimento e confronto iniziato da Francesco Coppola, Cristina Donati e Andrea D'Angelo, e la discussione si è estesa nel 2007 coinvolgendo, tra gli altri, Fabrizio Valenza, che in seguito ha preferito prenderne le distanze, preferendo parlare di "narrativa fantastica di ambientazione mediterranea".Nel 2019, con la partecipazione di critici storici come Gianfranco de Turris e Mario Polia, si è tenuta presso la Biblioteca della Camera dei Deputati la conferenza "Fantastico Mediterraneo", volta a delineare temi e filoni del fantasy di ambientazione mediterranea. Nel 2023, la rivista specializzata Dimensione Cosmica (n°23) ha pubblicato uno speciale sul fantasy mediterraneo intitolato Il mare degli Eroi, che elenca i maggiori rappresentanti della corrente e i relativi lavori.

## Lavori rappresentativi
Oltre ai già citati romanzi di Zuddas e Pederiali, altri lavori rappresentativi del genere includono:
- Storia di Geshwa Olers, di Fabrizio Valenza
- La saga delle Terre, di Antonia Romagnoli
- Zeferina, di Riccardo Coltri
- Pan, di Francesco Dimitri
- Drak'kast, di Fabrizio Corselli
- Iskìda della Terra di Nurak, di Andrea Atzori
- La stirpe di Herakles, di Andrea Gualchierotti
- I principi del Mare, di Andrea Gualchierotti
- I campioni dell'inferno, di Andrea Gualchierotti
- SRDN. Dal bronzo alla tenebra, di Andrea Atzori
- Il ciclo della Legione Occulta, di Roberto Genovesi
- Il ciclo della Legione Maledetta, di Roberto Genovesi
- Il ciclo di Parmenion, di David Gemmell
- Il ciclo della guerra di Troia, di David Gemmell
- Il Re del Grano e la Regina della Primavera, di Naomi Mitchison
- Il ciclo di Tros di Samotracia, di Talbot Mundy
- L'anello del tritone, di Lyon Sprague de Camp
- All'ombra degli dei, antologia di Avram Davidson, Henry Kuttner, William Tenn.
- Demon Hunter Severian, di Luca Tarenzi
- Il ciclo di Latro, di Gene Wolf

## Dubbi sul med-fantasy
Meno noto e affermato di altri sottogeneri fantasy, in Internet la questione sulla necessità o meno di definire il med-fantasy quale una categoria a sé stante, è ancora oggetto di numerose discussioni.
Il dibattito a tal proposito verte principalmente sull'effettiva utilità che potrebbe derivare dall'introduzione di un distinguo fra la "via nordica" e un'eventuale "via mediterranea" del fantasy, là dove gli esponenti di quest'ultima non hanno ancora avuto occasione di sufficiente distinguo rispetto ai grandi autori stranieri, sebbene parte della critica ne affermi da tempo la congruità tematica.